# (144898) 2004 VD17
(144898) 2004 VD17 (anteriormente conocido por su designación provisional 2004 VD17) es un asteroide cercano a la Tierra. Desde febrero hasta mayo de 2006 fue enumerado con un riesgo de impacto de valor 2 en la Escala de Turín,
es solamente el segundo asteroide de cierto riesgo en la historia en ser medido por encima del valor 1. La medición de Turín bajó a 1 después de observaciones adicionales el 20 de mayo de 2006 y finalmente cayó a 0 el 17 de octubre de 2006.
A partir de la observación el 17 de diciembre de 2006, JPL asigna a 2004 VD17 un valor de Turín de 0 y una probabilidad de impacto de 1 entre 41.667 millones en los próximos 100 años. Este valor está muy por debajo de la tasa de incidencia de antecedentes de los objetos de este tamaño
2004 VD17 fue descubierto el 7 de noviembre de 2004 por la NASA-funded LINEAR asteroid survey. La Near Earth Object Program Office de NASA, estimó que el objeto posee 580 metros de diámetro con una masa aproximada de 2.6×1011 kg.[cita requerida]